# Giovanni Battista Beinaschi

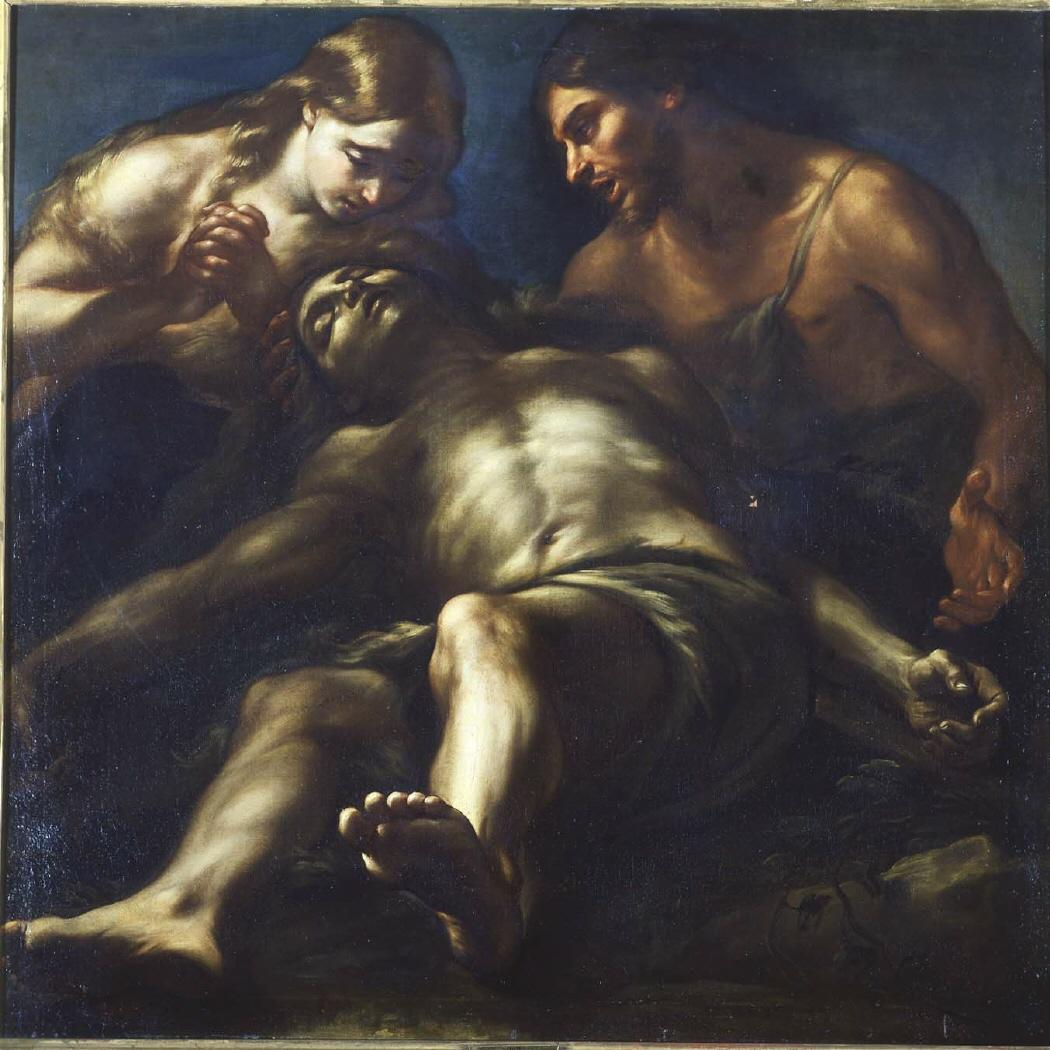
Llanto sobre Abel muerto, óleo sobre lienzo, 115 x 115 cm, Madrid, Real Academia de Bellas Artes de San Fernando. Procedente de la colección de Manuel Godoy que probablemente lo adquirió en 1803 al convento premonstratense de San Norberto de Madrid.

Giovanni Battista Beinaschi o Benaschi (Fossano, 1636-Nápoles, 28 de septiembre de 1688) fue un pintor barroco italiano.

## Biografía
Inició su formación en Turín en el taller de un desconocido pintor mencionado como «Monsù Spirito», pero muy pronto pasó a Roma donde ya en 1652 firmó un grabado de la Sagrada Familia a partir de una obra de Giovanni Domenico Cerrini. Incorporado al taller de Pietro del Po —un pintor clasicista palermitano que según Pascoli habría sido alumno de Domenichino y colaborador de Giovanni Lanfranco— trabajó al óleo y al fresco en San Bonaventura al Palatino, Santi Ambrogio e Carlo al Corso y Santa Maria del Suffragio, donde son notarias las influencias clasicistas de Lanfranco. Hacia 1664 se trasladó a Nápoles para trabajar en la desaparecida iglesia de San Nicola alla Dogana. Aquí trabajó también al fresco en varias iglesias acentuando y madurando la influencia de Lanfranco, como se advierte en la que quizá sea su obra más notable: las pinturas del Antiguo Testamento y de la Pasión de Cristo del crucero del Gesù Nuovo.
En Nápoles acentuó la iluminación del caravaggismo tardío que se advierte ya en algunas obras romanas, como ocurre con las Lágrimas de san Pedro del Palazzo Rosso (Génova) o el San Pablo ermitaño del Real Convento de Capuchinos de El Pardo, sobre un modelo de José de Ribera. Aunque su pintura se ha confundido a menudo con la de Giacinto Brandi, otro seguidor de Lanfranco, a quien atribuyó Antonio Ponz la Muerte de Abel y el Llanto de Adán y Eva por Abel muerto de la sacristía del convento de los premonstratenses de Madrid, ahora en la Academia de Bellas Artes de San Fernando, la influencia de Luca Giordano y Mattia Preti es más notoria en obras como el Cristo de los ultrajes, ingresado en el Musée du Louvre en 2014, o en el Sacrificio de Isaac del Real Monasterio de Santa Isabel de Madrid, creído antiguamente copia de Giovanni Battista Piazzetta y que podría haber sido pintado durante una segunda estancia del pintor en Roma, hacia 1680.
Enfermo, se retiró al convento de Santa Maria delle Grazie Maggiore a Caponapoli, en cuya iglesia pintó una serie de frescos de la vida de Cristo y de la Virgen en colaboración con Orazio Frezza y Giuseppe Castellano. En él murió el 28 de septiembre de 1688.